# 芳賀貢
芳賀 貢（はが みつぐ、1908年1月13日 - 2005年6月14日）は、日本の政治家。日本社会党衆議院議員（当選11回）。

## 来歴
北海道出身。農業に従事し、その傍ら農民運動で活動する。戦時中は翼壮の地元の団長をしていたため、公職追放を受ける。追放解除後の1952年の第25回衆議院議員総選挙で北海道2区から左派社会党公認で立候補して初当選以来11期務め、同選挙区の安井吉典とともに社会党の複数議席を守り続けた。国会内では決算委員長や災害対策特別委員長などを歴任。1980年に引退、地盤を五十嵐広三に引き継ぐ。2005年死去。